# Puvar
Puvar (Malayalam പൂവാർ; englisch Poovar) ist ein Fischerdorf und Touristenort, der südlich in der Verwaltungseinheit Neyyattinkara im Distrikt Thiruvananthapuram im südwestindischen Bundesstaat Kerala liegt. Zu den Touristenattraktionen zählt der Dorfstrand mit seinen vorgelagerten ausgedehnten Sandbänken.

## Geographie
Das Dorf Puvar liegt in Richtung Südosten sehr nahe am Hafen Vizhinjam. Der 56 km lange Fluss Neyyar mündet nahe Puvar in einem Flutästuar in das Arabische Meer. Durch die naturbelassene Umgebung entwickelte sich der Ort zu einem beliebten Touristenziel.

## Geschichte
Puvar war ein Handelszentrum für Bauholz, Sandelholz, Elfenbein und Gewürze. Dem Alten Testament nach (1 Kön 9,26-28  und 1 Kön 10,10-11 ) sollen in der zweiten Hälfte des 10. Jahrhunderts v. Chr. Schiffe König Salomos in Ophir angelegt haben, einer antiken muslimischen Siedlung an der westindischen Küste, die nach einigen Quellen auch als Puvar bezeichnet wurde. Die Zentralmoschee in Puvar wurde von Mālik bin Dīnār, einem muslimischen Prediger des 8. Jahrhunderts n. Chr., erbaut. Während der Chola-Dynastie gehörte Puvar zu den wichtigsten Häfen. Der griechische Historiker Megasthenes, der römische Gelehrte Plinius der Ältere und der venezianische Handelsreisende Marco Polo berichteten in ihren Schriften von Verbindungen zwischen Puvar und Griechenland bzw. Rom.
Im 18. Jahrhundert lebte der Kaufmann Pokku Moosa Maraikar in Puvar in einem Haus, das Kallaraickal Tharavad genannt wurde. Oft fand dort der König von Travancore, Marthanda Varma (1705–1758), Unterschlupf vor seinen Feinden. Zu dieser Zeit wurden auch Handelsbeziehungen zu internationalen Märkten aufgenommen. Die Schifffahrt wurde ausgebaut und eine starke Armee gebildet, die während des Travancore-Niederländischen Kriegs die Truppen des Königreichs in den Schlachten bei Colachel und Kayamkulam gegen die Niederländische Ostindien-Kompanie unterstützte.

## Etymologie
Der Ursprung des Ortsnamens Puvar hängt geschichtlich mit dem König von Travancore, Marthanda Varma, zusammen. Der Ort wurde ursprünglich Pokkumusapuram genannt. Während innerer Unruhen in Travancore erreichte der König auf der Flucht vor den Ettuveetil Pillamar, den Herren der Acht Häuser, das Dorf. Es war Frühling, und die Bäume beiderseits des Flusses Neyyar waren voller Blüten. Die Blütenblätter fielen in den Fluss und ließen ihn so viel attraktiver erscheinen. Als Marthanda Varma diese angenehme Landschaftskomposition bemerkte, rief er aus, dass sie pu-var sei. Dieses Wort ist eine Verbindung der Malayalam-Wörter für Blüte und Fluss.

## Verkehr
Direkt ist Puvar nicht anders als über den Straßenverkehr zu erreichen. Schienen-, Flug- und Schifffahrtsverkehr sind nur von Nachbarorten aus möglich:
- Bahnhof: Neyyattinkara Railway Station in etwa 12 km nördlich
- Flughafen: Trivandrum International Airport in etwa 27 km nordwestlich
- Hafen: Vizhinjam Port in etwa 11 km nordwestlich